# Старий (струмок)
Старий — струмок  в Україні, у  Верховинському районі Івано-Франківської області, лівий доплив  Грамітного (басейн Дунаю).

## Опис
Довжина струмка приблизно  5 км. Формується з багатьох безіменних струмків.  Площа басейну км².

## Розташування
Бере  початок на північному сході від гори Каменець. Тече переважно на північний схід і на північно-східній околиці села Грамотне впадає у річку Грамітний, праву притоку Пробійни.